# Viktor Borisov
Viktor Borisov, uzb. cyr. Виктор Борисов, ros. Виктор Васильевич Борисов, Wiktor Wasiljewicz Borisow (ur. 17 października 1941, Uzbecka SRR; zm. 16 maja 2015 w Moskwie, Rosja) – uzbecki piłkarz pochodzenia rosyjskiego, grający na pozycji napastnika, trener piłkarski. W 2004 otrzymał obywatelstwo rosyjskie.

## Kariera piłkarska
W 1978 rozpoczął karierę piłkarską w drużynie FK Yangiyer, ale z powodu kontuzji kostki był zmuszony wcześnie zakończyć karierę piłkarską.

## Kariera trenerska
Po zakończeniu kariery piłkarza rozpoczął pracę szkoleniowca. W latach 70. XX wieku trenował zakładową drużynę Taszkentkabel Taszkent, która reprezentowała zakład o identycznej nazwie. W 1979 dołączył do sztabu szkoleniowego Bustonu Dżyzak, gdzie najpierw pomagał trenować, a w drugiej połowie stał na czele zespołu. W następnym roku objął stanowisko dyrektora technicznego klubu. W latach 1980–1982 uczył się w Wyższej Szkole Trenerskiej w Moskwie. W 1982 prowadził też Soxibkor Xalqobod. Od 1984 do 1987 trenował najpierw juniorską, a potem pierwszą reprezentację Uzbeckiej SRR, która dotarła do finału Spartakiady Narodów ZSRR w 1986. Od 1988 do 1990 pomagał trenować Paxtakor Taszkent. W 1992 pracował w klubie Soʻgʻdiyona Dżyzak, a w następnym roku prowadził klub z Dżyzaku. W 1995 pomagał trenować Traktor Taszkent, a w 1996 stał na czele Traktoru. W 1997 najpierw kierował FK Andijon, a w lipcu 1997 został mianowany na stanowisko głównego trenera Nasafa Karszy. Od 2000 do 2004 stał na czele młodzieżowej reprezentacji Uzbekistanu. Również w lutym 2000 został zaproszony na stanowisko selekcjonera narodowej reprezentacji Uzbekistanu, z którą zdobył zwycięstwo 8-1 z Mongolią, ale potem był zmieniony na Pawła Sadyrina. W 2004 po otrzymaniu obywatelstwa rosyjskiego przeniósł się do Moskwy.
16 maja 2015 zmarł w Moskwie w wieku 74 lat.

## Sukcesy i odznaczenia

### Sukcesy trenerskie
Buston Dżyzak
- mistrz 5 strefy Wtoroj Ligi ZSRR: 1979

Soʻgʻdiyona Dżyzak
- brązowy medalista mistrzostw Uzbekistanu: 1992

młodzieżowa reprezentacja Uzbekistanu
- awans do turnieju finałowego Młodzieżowych Mistrzostw Świata: 2003

### Sukcesy indywidualne
- najlepszy trener roku w Uzbekistanie: nr 2, nr 3, nr 3